# Лукасъёган (приток Кулынигола)
Лукасъёган (Лукас-Еган) — река в России, протекает по Нижневартовскому району Ханты-Мансийского АО. Устье реки находится в 69 км по левому берегу реки Кулынигол. Длина реки составляет 52 км, площадь водосборного бассейна 544 км². Приток — Элле-Лукасъёган.

## Данные водного реестра
По данным государственного водного реестра России относится к Верхнеобскому бассейновому округу, водохозяйственный участок реки — Вах, речной подбассейн реки — бассейн притоков (Верхней) Оби от Васюгана до Ваха. Речной бассейн реки — (Верхняя) Обь до впадения Иртыша.